# Aising
Aising ist ein Stadtteil der kreisfreien Stadt Rosenheim in Oberbayern. Der Ortsteil liegt im Süden von Rosenheim.

## Geschichte
Der Ortsname Aising entwickelte sich aus dem frühmittelalterlichen Agusinga über Agasinga, Eigisingen, Aisingen, Aysing zum heutigen Aising. Er leitet sich ab von dem Personennamen Aghis, einem bajuwarischen Sippenführer (althochdeutsch: agiso = Schrecken), nach Freudensprung Ort des Aghis. Erstmals urkundlich erwähnt wird der Ort im Jahr 778 als Agusinga in einer Freisinger Traditionsurkunde. Der Priester Willapato verschenkte in der Amtszeit des Bischofs Arbeo (764 bis 784) seine Besitzungen zu Rupilinga (Raubling) und Agusinga (Aising) an Freising. Die weitere Namensentwicklung anhand urkundlicher Erwähnungen wandelte sich von Agasinga im Jahr 1060 zu Eigisingen im Jahr 1145 und Aisingen im Jahre 1180. Seit dem 14. Jahrhundert wurde der Ort Aysing genannt.
Seit dem Jahr 1315 ist die Kirche St. Stephanus mit Friedhof urkundlich nachgewiesen. Die jetzige Pfarrkirche in Aising wurde gegen Ende des 15. Jahrhunderts neu erbaut. Dabei sind noch Reste einer romanischen Kirche erhalten geblieben. Mitte des 17. Jahrhunderts wurde die Kirche im barocken Stil erneuert und ausgestaltet. Seit dieser Zeit ist in Aising eine Wallfahrt zu den 14 Nothelfern bekannt. 1764 kam ein neuer Hochaltar. 1784 erhielt der Turm nach einem Blitzeinschlag seine typische Form. Im 19. Jahrhundert wurde das Gotteshaus im neugotischen Stil total umgestaltet, und der Hochaltar erhielt seine heutige Gestalt.
Am 1. Mai 1978 wurde die 1818 durch das bayerische Gemeindeedikt begründete Gemeinde Aising in die Stadt Rosenheim eingegliedert.

### Wappen
Blasonierung: In Silber zwei grüne Seeblätter mit verschlungenen Stielen über drei aufeinanderliegenden blauen Steinen.
Das Bayerische Staatsministerium des Inneren genehmigte diesen Entwurf von Rudolf Tukanits am 26. Juni 1967.
Das Wappen zeigt die frühmittelalterliche Verbindung des Ortes zum Kloster Tegernsee über die beiden Seeblätter, welche die Wappensymbole des Klosters Tegernsee sind.
Die drei Steine gelten als Attribute des Heiligen Stephanus, dem die Kirche Aisings geweiht ist. Die Farbwahl der Steine in Blau und des Hintergrunds in Silber deuten zudem die Zugehörigkeit Aisings zum ehemaligen wittelsbacher Territorialstaat an.

## Vereine
Das öffentliche Leben in Aising ist von den Aktivitäten zahlreicher Vereine sehr geprägt. Zu diesen zählen
- die Freiwillige Feuerwehr Aising,
- der Ski-Club Aising-Pang,
- die Schützengesellschaft Immergrün Aising e. V.,
- der Gartenbauverein Aising-Pang,
- die Katholische Landjugend Aising-Pang
- der Männergesangsverein Liederkranz Aising
- die Katholische Frauengemeinschaft Pang-Aising